# Bukošek
Bukošek – wieś w Słowenii, w gminie Brežice. W 2018 roku liczyła 290 mieszkańców.